# Bassin minier de l'Ib
Le bassin minier de l'Ib est un bassin minier de charbon situé dans l'état de l'Odisha en Inde.